# Ophioneurus nullus
Ophioneurus nullus är en stekelart som beskrevs av Lin 1994. Ophioneurus nullus ingår i släktet Ophioneurus och familjen hårstrimsteklar. Inga underarter finns listade i Catalogue of Life.